# Bujačia lúka
Bujačia lúka je přírodní rezervace v oblasti Kremnické vrchy.
Nachází se v katastrálním území města Kremnica v okrese Žiar nad Hronom v Banskobystrickém kraji. Území bylo vyhlášeno či novelizováno v letech 1953, 1986 na rozloze 2,0145 ha. Ochranné pásmo nebylo stanoveno.